# Clubiona yasudai
Clubiona yasudai este o specie de păianjeni din genul Clubiona, familia Clubionidae, descrisă de Ono, 1991. Conform Catalogue of Life specia Clubiona yasudai nu are subspecii cunoscute.